# Kalasin
Kalasin (thai: กาฬสินธุ์) är en thailändsk provins (changwat). Den ligger i den nordöstra delen av Thailand. Provinsen hade år 2000 921 366 invånare på en areal av 6 946 km². Provinshuvudstaden är Kalasin.

## Administrativ indelning
Provinsen är indelad 18 distrikt (amphoe). Distrikten är i sin tur indelade i 134 subdistrikt (tambon) och 1509 byar (muban).